# 克莱尔·费恩利
克莱尔·费恩利（英語：Clair Fearnley，1975年3月7日—），澳大利亚女子田径运动员，主攻长跑。她曾代表澳大利亚参加1998年英联邦运动会田径比赛，获得女子10000米铜牌。